# Campiglossa magniceps
Campiglossa magniceps
 es una especie de insecto díptero que Friedrich Georg Hendel describió científicamente por primera vez en el año 1927.
Esta especie pertenece al género Campiglossa de la familia Tephritidae.